# Mahmoud Jam
Mahmoud Jam (en persan : محمود جم), dit Modir al-Molk, est un homme politique iranien né à Tabriz en 1884 et mort à Téhéran le 29 août 1969.

## Biographie
Mahmoud Jam accomplit son éducation secondaire à Tabriz et apprend le français en autodidacte. Il commence à travailler en tant que professeur de français et se fait ensuite engager pour travailler à Tabriz avec Henry Renard, le professeur de français du prince Mohammad Ali Mirza, en tant que traducteur, et ensuite avec son médecin personnel le Dr Coppin.
Il se rend ensuite à Téhéran où il entre dans l'administration comme traducteur au bureau des douanes. Il intervient comme interprète pendant la Première Guerre mondiale dans les négociations entre l'ambassade de France et le gouvernement de la Perse. Il entre au ministère des Finances en 1919, époque à laquelle Ahmad Chah lui attribue le titre de Modir al-Molk.
Mahmoud Jam sera Premier ministre de l'Iran de 1935 à 1939, période qui verra l'inauguration du Corridor Perse, le mariage du prince héritier Mohammad Reza Pahlavi avec la princesse Fawzia d'Égypte et l'interdiction faite aux femmes de porter le voile. Il agira également en qualité de ministre de la Cour de 1939 à septembre 1941.
Son fils, le Lieutenant-General H.E. Fereydoune Jams épousa S.A.I Shams Pahlavi, sœur du Shah Mohammad Reza Pahlavi.

## Postes occupés
- Ministre des Affaires étrangères, 1921
- Vice-ministre des Finances, 1922
- Ministre des Finances, 1923
- Ministre de l'Intérieur, 1933
- Premier ministre, 1935

Mahmoud Jam a également été gouverneur de la province du Khorassan, ambassadeur en Égypte, ambassadeur en Italie et sénateur.